# Маса (народ)
Маса — народ, живущий в Республике Камерун по берегам реки Логоне, а также в сопредельных районах Республики Чад. Численность — более 200 тыс. человек. Близко родственен народам музгу (мулви), сигила, мусей, марба, дари. Язык маса относится к чадской семье афразийской макросемьи. Религия — ислам суннитского толка, часть маса сохраняет местные традиционные верования. Традиционные занятия — ручное земледелие, экстенсивное скотоводство и рыболовство.